# Maromba dandrettai
Genre
Espèce
Maromba dandrettai, unique représentant du genre Maromba, est une espèce d'opilions laniatores de la famille des Gonyleptidae.

## Distribution
Cette espèce est endémique de l'État de Rio de Janeiro au Brésil. Elle se rencontre vers Itatiaia.

## Description
L'holotype mesure 5,5 mm.

## Étymologie
Cette espèce est nommée en l'honneur de Carlos d'Andretta.

## Publication originale
- Soares & Soares, 1954 : « Algumas notas sobre opiliões com descrição de novas formas. » Papeis Avulsos do Departamento de Zoologia, vol. 11, no 25, p. 491–507.